# Запис храст (Главинци)
Запис храст (Главинци) се налази на парцели чији је власник Град Јагодина.

## Локација
| Општина             | Јагодина                                                                    |
| Катастарска општина | Главинци                                                                    |
| Потес               | Село                                                                        |
| Координате          | 43° 55′ 28″ С; 21° 14′ 58″ И / 43.924399999999999° С; 21.249500000000001° И |
| Надморска висина    | 141m                                                                        |

## Карактеристике
Дендрометријске вредности утврђене на терену и сателитским снимцима:
| Стабло                     | Храст |
| Висина стабла              | m     |
| Обим дебла                 | m     |
| Пречник крошње             | 22m   |
| Пречник дебла              | m     |
| Висина дебла до прве гране | m     |

## База записа
Запис је у оквиру Викимедија пројекта "Запис - Свето дрво" заведен под редним бројем 0452.